# Groß Köris
Groß Köris är en kommun och ort i Landkreis Dahme-Spreewald i förbundslandet Brandenburg i Tyskland. Kommunen ingår i kommunförbundet Amt Schenkenländchen.